# Palaiargia charmosyna
Palaiargia charmosyna là một loài chuồn chuồn kim trong họ Coenagrionidae.
Palaiargia charmosyna được Lieftinck miêu tả khoa học năm 1932.